# Beierolpium graniferum
Beierolpium graniferum är en spindeldjursart som först beskrevs av Beier 1965.  Beierolpium graniferum ingår i släktet Beierolpium, och familjen Olpiidae. Inga underarter finns listade.